# Eloi Glorieux
Eloi Glorieux, né le 26 mars 1960 à Duffel, est un homme politique belge, membre du parti écologiste Groen et député au Parlement flamand. 
Licencié en sciences de communications en 1982. Actif dans les milieux pacifistes et antinucléaires, e.a. Greenpeace.

## Carrière politique
- Député au Parlement flamand (1999-2009)